# 1996年4月逝世人物列表
1996年逝世人物列表：1月 - 2月 - 3月 - 4月 - 5月 - 6月 - 7月 - 8月 - 9月 - 10月 - 11月 - 12月
1996年4月逝世人物列表，是用於匯總1996年4月期間逝世人物的列表。

## 依日期排序

### 1日
- 馬斯魯爾·安瓦爾，51歲，印度詩人、作詞家和編劇。
- 亞歷山德魯·迪奧迪什，84歲，蘇聯/摩爾多瓦政治家。
- 米羅斯拉夫·杜曼斯基，66歲，烏克蘭足球運動員。
- 讓·勒莫恩，83歲，加拿大政治家。
- 約翰·麥克雪麗，51歲，美國棒球裁判[1]
- 阿爾弗雷多·諾佈雷·達科斯塔，72歲，葡萄牙政治家。
- 萊昂·佩蒂隆，92歲，比利時政治家。[2]

### 2日
- 珍·伊莉莎白·漢普頓，41歲，美國政治哲學家和作家。[3]
- 琳賽·哈特維格，76歲，澳大利亞政治家。
- 伊恩·米切爾，49歲，蘇格蘭足球運動員。
- 安東尼奧·奧爾蒂斯·拉米雷斯，88歲，西班牙無政府工團主義者和無政府主義者。[4]

### 3日
- 罗纳德·布朗，54歲，美國政府官員[5]
- 弗蘭克·道爾，78歲，美國漫畫作家
- 赫克·哈維，71歲，美國演員和導演[6]
- 喬·普里瓦特，76歲，法國音樂家，死於癌症。
- 阿爾方斯·詹姆斯·施拉德韋勒，93歲，美國羅馬天主教會主教。
- 卡爾·斯托克斯，68歲，美國政治家和外交官[7]

### 4日
- 布萊恩·阿貝爾·史密斯，69歲，英國經濟學家。[8]
- 巴尼·尤厄尔，78歲，美國田徑運動員和奧運冠軍。[9]
- 齊塔·佩爾澤爾，77歲，匈牙利女演員。
- 溫妮弗萊德·肖特，91歲，英國女演員。[10]

### 5日
- 莫妮卡·丹尼曼，50歲，德國花樣滑冰運動員和畫家，自殺身亡。
- 格里·萊斯特蘭奇，78歲，愛爾蘭政治家。
- 夏琳·霍爾特，67歲，美國女演員
- 雅克·馬里斯，96歲，荷蘭雕塑家。[11]
- 艾哈邁德·梅卡維，73歲，埃及足球運動員。[12]
- 赫塔·沃雷爾，83歲，德國女演員。[13]

### 6日
- 約翰·D·布爾克利，84歲，美國海軍中將，榮譽勳章獲得者。[14]
- 埃斯特·卡羅尼，98歲，意大利女演員。
- 葛麗·嘉遜，91歲，英美女演員[15]
- 斯特林·麥克默林，82歲，美國神學家。[16]

### 7日
- 科琳·克利福德，97歲，澳大利亞女演員。
- 喬治·熱雷，71歲，法國電影演員[17]
- 伯克利·馬瑟，87歲，英國作家。[18]
- 葉蓮娜·馬扎尼克，82歲，蘇聯/白俄羅斯遊擊隊員，暗殺納粹官員威廉·庫貝。

### 8日
- 唐納德·亞當斯，67歲，英國歌劇歌手和演員[19]
- 約翰·哈德森，77歲，美國演員
- 喬治·W·詹金斯，88歲，美國商人和慈善家。[20]
- 班·約翰森，77歲，美國演員[21]
- 萊昂·克里莫夫斯基，89歲，阿根廷電影導演、編劇和演員。[22]
- 佩特科·西拉科夫，67歲，保加利亞摔跤運動員。[23]
- 阿格隆·蘇拉傑，44歲，阿爾巴尼亞足球運動員[24]
- 何塞·巴爾迪維索，74歲，阿根廷足球運動員和經理。
- 彼得·沃伊諾夫斯基，82歲，烏克蘭民族主義者。
- 米克·楊，59歲，澳大利亞政治家。

### 9日
- 桑迪·貝克爾，74歲，美國播音員、演員和喜劇演員。[25]
- 理查·康登，81歲，美國政治小說家。[26]
- 保羅·萊德，70歲，美國演員和電影導演[27]
- 奧托·利查，83歲，奧地利手球運動員。[28]
- 詹姆斯·勞斯，81歲，美國商人，勞斯公司創始人。[29]

### 10日
- 摩西大衛斯，80歲，美國拉比。
- 沃爾特·哈丁，79歲，美國學者和英國文學教授。[30]
- 赫爾曼·派恩斯，94歲，俄裔美國化學家。[31]
- 傑克·威爾金森，64歲，英格蘭足球運動員。

### 11日
- 比利·安德森，55歲，美國橄欖球運動員
- 漢斯·貝克，84歲，挪威跳臺滑雪運動員。[32]
- 馬塞爾·布魯斯坦-布蘭切特，89歲，法國商人和公關人員。[33]
- 特里格夫·布羅達爾，90歲，挪威越野滑雪運動員。[34]
- 梅爾·希爾，82歲，加拿大冰球運動員。[35]
- 萬達·麥凱，80歲，美國演員和模特。

### 12日
- 安東尼奧·卡普阿，90歲，義大利政治家。
- 赫爾穆特·克朗，70歲，美國藝術總監。[36]
- 瑪爾特·羅伯特，82歲，法國作家。[37]
- 伊戈爾·特爾諾夫，74歲，俄羅斯物理學家。

### 13日
- C·阿爾弗雷德·安德森，89歲，美國飛行員。
- 喬治·麥凱·布朗，74歲，蘇格蘭詩人、作家和劇作家。[38]
- 詹姆斯·伯克，64歲，美國黑幫和盧切斯犯罪家族同夥，死於肺癌。
- 達西·科爾森，88歲，加拿大冰球運動員。[39]
- 維耶科斯拉夫·卡萊布，90歲，克羅地亞作家。
- 丹尼斯·薩根，71歲，英國計量經濟學家。[40]

### 14日
- 瓦利德·薩拉姆，69歲，伊拉克數學家。
- 蓋洛德·伯奇，50歲，美國音樂家。[41]
- 瑪麗·克洛蒂爾德·波拿巴，84歲，波拿巴王朝的法國公主。
- 威廉·K·埃弗森，67歲，美國記者[42]
- 默文·利維，82歲，威爾士藝術家和藝術作家。[43]
- 喬治·N·內斯，79歲，美國演員，死於癌症。
- 詹姆斯·薩金特·拉塞爾，93歲，美國海軍上將。[44]

### 15日
- 比阿特麗斯·科斯塔，88歲，葡萄牙女演員。[45]
- 約翰·C·弗拉納根，90歲，美國心理學家。[46]
- 亞瑟·萊利維爾德，83歲，美國拉比和活動家。[47]
- 斯塔夫羅斯·尼亞科斯，86歲，希臘商人和藝術收藏家[48]

### 16日
- 乔治·埃布尔，80歲，加拿大冰球運動員和奧運冠軍。[49]
- 湯瑪斯·古鐵雷斯·阿萊亞，67歲，古巴電影導演和編劇。[50]
- 弗朗索瓦-雷吉斯·巴斯蒂德，69歲，法國作家、外交官、政治家和電臺主持人[51]
- 露西爾·佈雷默，79歲，美國女演員和舞蹈家[52]
- 伊拉塞瑪·迪利安，71歲，義大利女演員。[53]
- 雷蒙德·希爾，62歲，美國男高音薩克斯手、歌手和唱片藝術家。
- 查理·希拉德，58歲，美國特技飛行飛行員，死於航空事故。

### 17日
- 保羅·布萊斯，91歲，德國政治家，聯邦議院議員。
- 皮亞特·海恩，90歲，丹麥益智設計師、數學家和詩人。[54]
- 阿德萊德·蘭伯特，88歲，美國游泳運動員和奧運冠軍。[55]
- 達德利·曼洛夫，81歲，美國演員和電臺播音員。
- 阿博特·洛·莫法特，94歲，美國政治家[56]
- 休·羅布森，77歲，紐西蘭草地滾球選手。

### 18日
- 布魯克·貝林格，22歲，美國橄欖球運動員[57]
- 伯納德·愛德華茲，43歲，美國貝斯手和唱片製作人[58]
- 麥克·利安德，54歲，英國編曲家，詞曲作者和唱片製作人[59]
- 休伯特·奧珀曼，91歲，澳大利亞自行車賽車手。[60]

### 19日
- 青木行義，61歲，日本游泳運動員。[61]
- 小詹姆斯·B·克拉克，39歲，美國殺人犯[62]
- 肯·多爾蒂，90歲，美國十項全能運動員。[63]
- 約翰·馬丁，36歲，英國狂歡殺手，自殺身亡。
- 巴迪·奧德菲爾德，84歲，英國板球運動員和裁判員。[64]

### 20日
- 約翰·巴里，71歲，英國斯諾克球員。
- 汉克·比亚萨蒂，74歲，加拿大籃球運動員。[65]
- 亞歷山大·達西，87歲，埃及演員。[66]
- 弗蘭斯·戈默斯，79歲，比利時足球運動員。[67]
- 勞爾·梅拉茲，69歲，墨西哥演員。
- 克裡斯托弗·羅賓·米爾恩，75歲，英國作家和書商。[68]
- 史蒂夫·奧尼舒克，65歲，加拿大足球運動員。
- 陈文茶，78歲，越南將軍和越共指揮官。[69]

### 21日
- 佐拉·阿庫斯-鄧托夫，86歲，比利時裔美國工程師，綽號“護衛艦之父”。
- 焦哈尔·杜达耶夫，52歲，蘇聯/俄羅斯將軍和車臣領導人[70]
- 阿爾塞奧·加列拉，85歲，義大利指揮家和作曲家。[71]
- 羅伯特·赫桑特，76歲，法國報紙大亨。[72]
- 阿卜杜勒·哈菲茲·卡達爾，71歲，印度板球運動員。
- 路易吉·皮斯蒂利，66歲，義大利演員[73]
- 帕拉內·雷韋蒂，79歲，紐西蘭政治家
- 吉米·斯奈德，77歲，美國賽馬播音員和電視體育播音員，心臟病發作而死。
- 伯特爾·斯托斯克魯布，78歲，芬蘭中長跑運動員、跨欄運動員和奧運選手。[74]

### 22日
- 艾爾瑪·邦貝克，69歲，美國幽默作家和作家[75]
- 海倫·基恩，73歲，美國爵士唱片製作人，乳腺癌患者。
- 莫莉·基恩，91歲，愛爾蘭作家。[76]
- 尤格·麥克斯帕登，87歲，美國高爾夫球手和高爾夫球場建築師，意外一氧化碳中毒而死。
- 希特斯瓦爾·賽基亞，62歲，印度政治家，腎衰竭而死。
- 塞拉菲姆·蘇博廷，75歲，蘇聯/俄羅斯飛行王牌。
- 約翰·巴普蒂斯特·沃爾夫，88歲，美國歷史學家，專門研究歐洲現代史。
- 米田信夫，66歲，日本計算機科學家。

### 23日
- 珍·維克多·艾拉德，82歲，加拿大將軍。
- 馬里奧·路易吉·恰皮，86歲，羅馬天主教會義大利紅衣主教。
- 瑪麗亞·拉瓦萊·烏爾維納，87歲，墨西哥律師和政治家。[77]
- P·L·卓華斯（P. L. Travers），96歲，英國作家，《瑪麗·包萍》作者。[78]
- 赫蘇斯·埃爾南德斯·烏貝達，36歲，西班牙自行車賽車手。[79]

### 24日
- 唐納德·卡梅爾，62歲，英國電影導演[80]
- 吉利安特·德斯特，86歲，義大利賽艇運動員。[81]
- 托馬斯·德·巴爾德拉伊特，79歲，愛爾蘭語言學者和詞典編纂者。
- 加里·蓋格，59歲，美國棒球運動員[82]
- 普雷斯頓洛克伍德，83歲，英國演員。[83]
- 阿爾多·馬西奧塔，86歲，義大利擊劍運動員。[84]
- 拉斐爾·奧羅斯科，50歲，西班牙音樂家[85]
- 弗蘭克·萊利，80歲，美國作家。
- 文森佐·托里亞尼，77歲，義大利體育主管，環義大利隊董事。

### 25日
- 索爾·巴斯，75歲，美國平面設計師和電影製片人[86]
- 約翰·洛恩·坎貝爾，89歲，英國歷史學家。[87]
- 阿爾西婭·亨利，84歲，美國電影女演員和舞蹈家。
- 迪克·韋森，73歲，美國演員、喜劇演員、喜劇作家和製片人，死於主動脈瘤。
- 哈羅德·奧爾登·惠勒，92歲，美國電氣工程師。[88]

### 26日
- 沃爾夫岡·法蘭茨，90歲，德國數學家。
- 米爾特·加斯頓，100歲，美國棒球運動員。[89]
- 圭多·萊昂蒂尼，69歲，義大利演員。
- 史泰靈·薛立芬，78歲，美國編劇[90]
- 伯頓·斯坦因，70歲，美國印度學家。

### 27日
- 威廉·科尔比，76歲，美國情報人員[91]
- 吉爾·格蘭吉爾，84歲，法國電影導演和編劇。[92]
- 亞當·羅克，58歲，美國演員和電影導演[93]
- 魯道夫·舒爾滕，72歲，德國物理學家。
- 瓊·斯特恩代爾-貝內特，82歲，英國女演員。[94]

### 28日
- 艾爾·霍林斯沃斯，88歲，美國棒球運動員。[95]
- 斯韋亞·霍爾斯特，95歲，瑞典電影女演員。
- 奧維爾·普雷斯科特，89歲，美國文學評論家[96]
- 西蒂·哈蒂娜，72歲，印尼總統蘇哈托的妻子
- 萊斯特·薩姆拉爾，83歲，美國部長。

### 29日
- 馬里奧·大衛，68歲，法國演員[97]
- 雷·金塞拉，85歲，加拿大冰球運動員。[98]
- 克勞德·奧弗頓，68歲，美國籃球運動員。[99]
- 弗朗索瓦·皮卡德，75歲，法國賽車手。[100]

### 30日
- 珍妮·巴爾，67歲，美國女演員和模特[101]
- 胡安·霍伯格，69歲，阿根廷-烏拉圭足球運動員和教練。[102]
- 德茲索·凱雷斯圖裡，91歲，匈牙利政治家。
- 胡利奧·塞薩爾·門德斯·黑山，80歲，瓜地馬拉總統。[103]
- 大衛·奧帕托舒，78歲，美國演員[104]
- 羅莎拉·雷韋爾塔斯，85歲，墨西哥女演員，舞蹈家和作家[105]

### 日期不明
- 鲍汉琛